# Okręg wyborczy Old Bexley and Sidcup
Okręg wyborczy Old Bexley and Sidcup powstał w 1983 i wysyła do brytyjskiej Izby Gmin jednego deputowanego. Okręg położony jest w południowym Londynie w gminie London Borough of Bexley.

## Deputowani do Izby Gmin z okręgu Old Bexley and Sidcup
| Wybory | Deputowany        | Partia                                   |
| ------ | ----------------- | ---------------------------------------- |
| 1983   | Edward Heath      | Partia Konserwatywna                     |
| 2001   | Derek Conway      | Partia Konserwatywna, od 2008 niezależny |
| 2010   | James Brokenshire | Partia Konserwatywna                     |